# جمال غرين
جمال غرين (بالإنجليزية: Jamaal Green)‏ هو لاعب كرة قدم أمريكية أمريكي، ولد في 5 يونيو 1980 في كامدن في الولايات المتحدة.

## وصلات خارجية
- جمال غرين على موقع مرجع كرة القدم المحترفة.كوم (الإنجليزية)